# Parafia Najświętszej Maryi Panny Różańcowej w Jasieńcu Iłżeckim
Parafia NMP Różańcowej w Jasieńcu Iłżeckim – jedna z 10 parafii dekanatu iłżeckiego diecezji radomskiej.

## Historia
Jasieniec Iłżecki należał do dóbr biskupów krakowskich, a w XIX w. do radcy tajnego Krauzego. Pod względem kościelnym przynależał do parafii Iłża. Parafię erygował 15 października 1951 bp. Jan Kanty Lorek. Kościół parafialny wzniesiono w latach 1977-1979.

## Proboszczowie
- 1951–1957 – ks. Stanisław Łapiński
- 1957–1968 – ks. Bronisław Głogowski
- 1968–1986 – ks. Stanisław Ciejka
- 1986–1987 – ks. Stanisław Groszek
- 1987–2008 – ks. kan. Jan Glibowski
- 2008–2019 – ks. Stanisław Wąsiel
- od 2019 – ks. Edward Tadeusz Mosioł

## Terytorium
- Do parafii należą: Jasieniec Iłżecki Dolny, Jasieniec Iłżecki Górny, Jasieniec-Maziarze, Krzewa, Marcule, Małyszyn Dolny, Małyszyn Górny[2].